# 大岸坡道
大岸坡道（Montée de la Grande Côte）是法國里昂第一区红十字山的一条街，连接沃土广场和红十字山山顶。这条街属于联合国教科文组织列为世界遗产的区域。

## 历史
在中世纪，这条街还是一条乡间小道，两边是农田和葡萄园。1296年西段被修女们买下。在16世纪，它变成一条城市街道，原名圣塞巴斯蒂安大岸（Grand'Côte Saint-Sébastien）和红十字山大岸（Grand'Côte de La Croix-Rousse）。
当时红十字山的山顶和山坡其余部分主要还是宗教机构，而大岸已经有许多丝绸工人。1788年共有705台织机。他们数目的增加，推进了斜坡地区城市化进程。

## 建筑
这条街有趣的建筑，包括美丽的门道和拱门，可以在大街的南段发现。在2号，有一个古罗马雕塑。在89-90号，有一个圣母和圣婴雕塑，但圣婴在1902年消失，五年后圣母也消失了。1859年增加了人行道。

## 串廊
这条街有几个串廊：
- 9，11，13号：这是一个开放串廊，经过四栋建筑，有中央庭院和楼梯、幼儿园，著名的蒙大拿咖啡馆和餐厅Tête à Claps。为了赋予新罗马风格，在楼梯顶部布置了喷泉。[6]

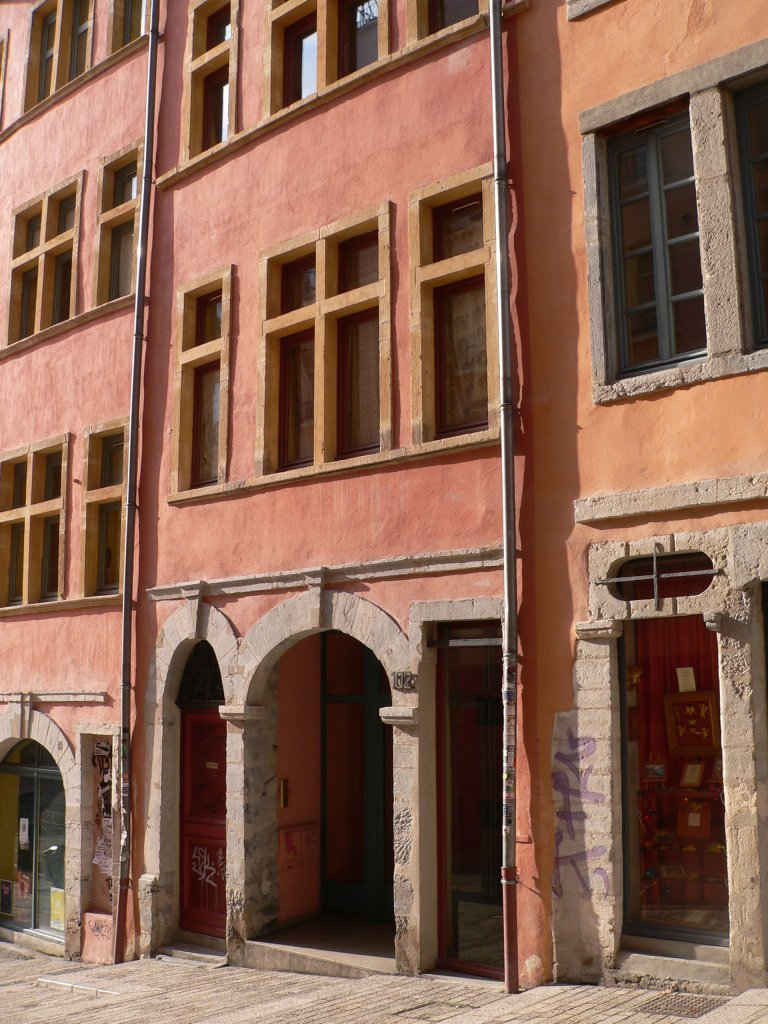
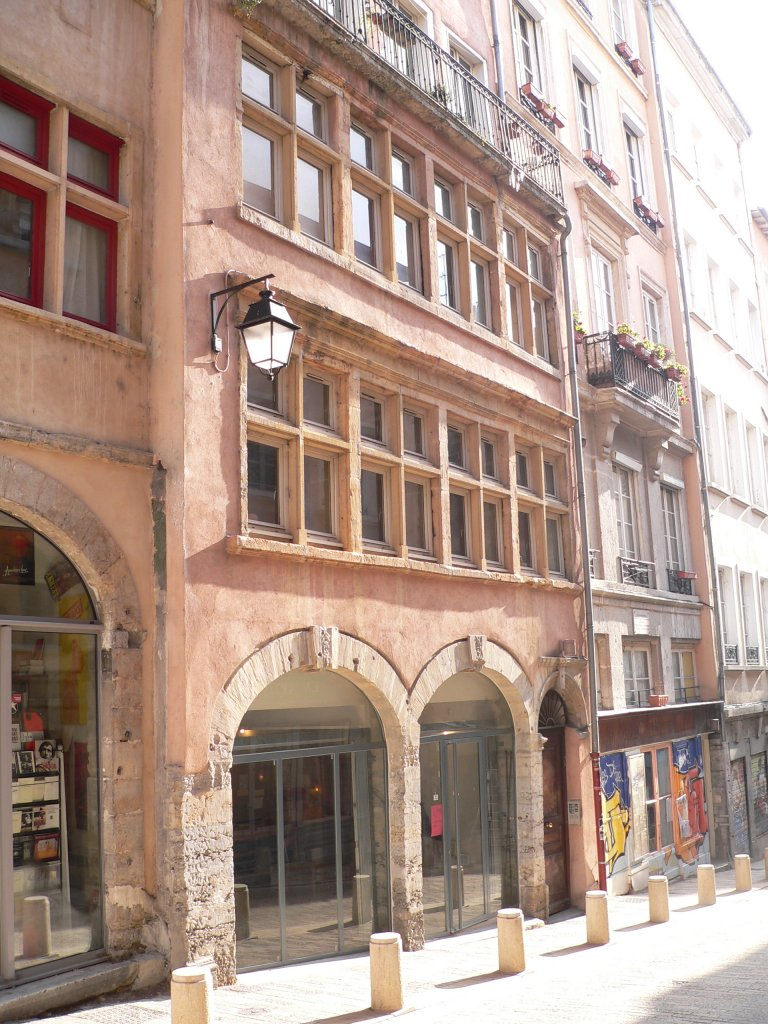
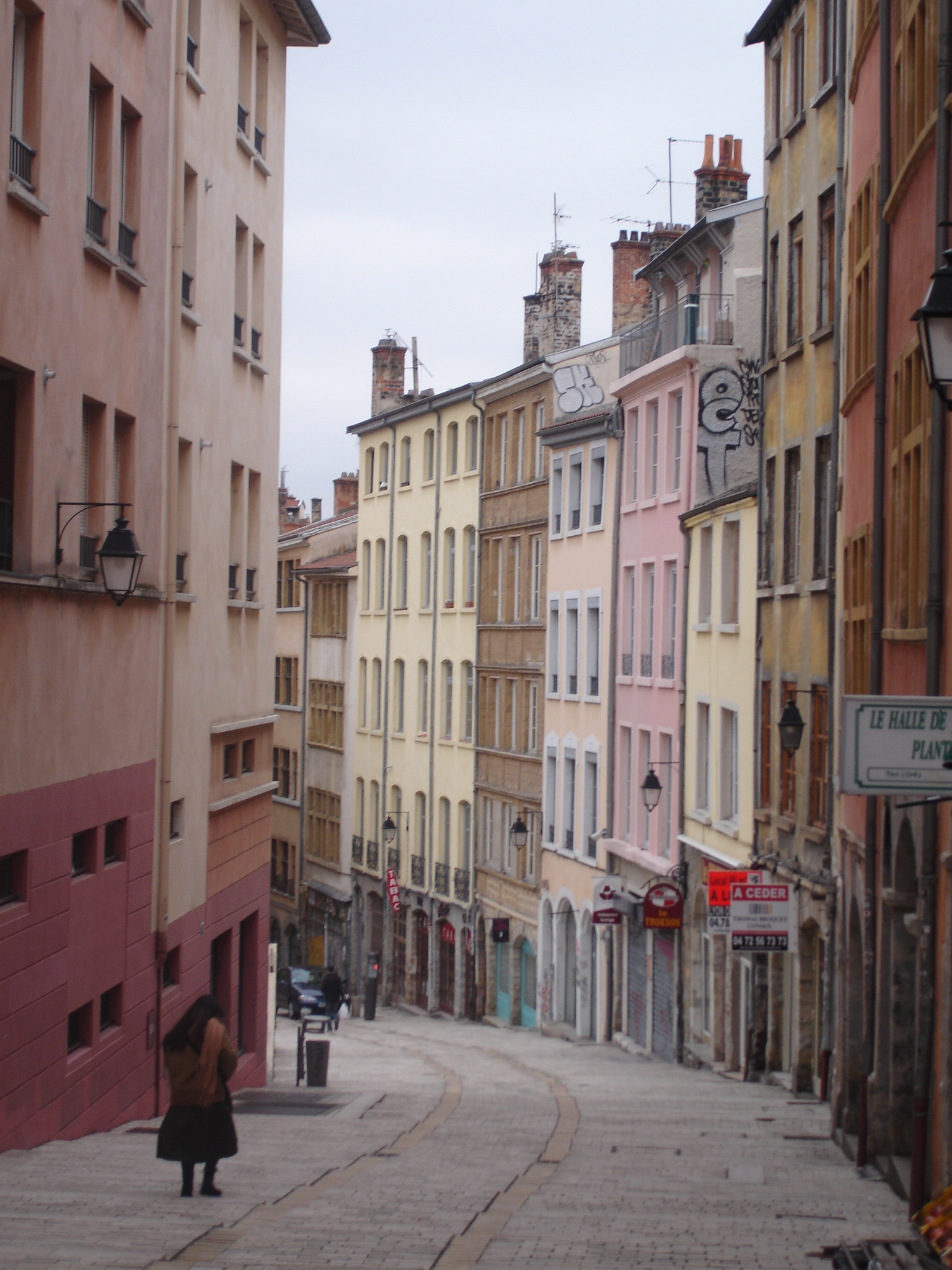
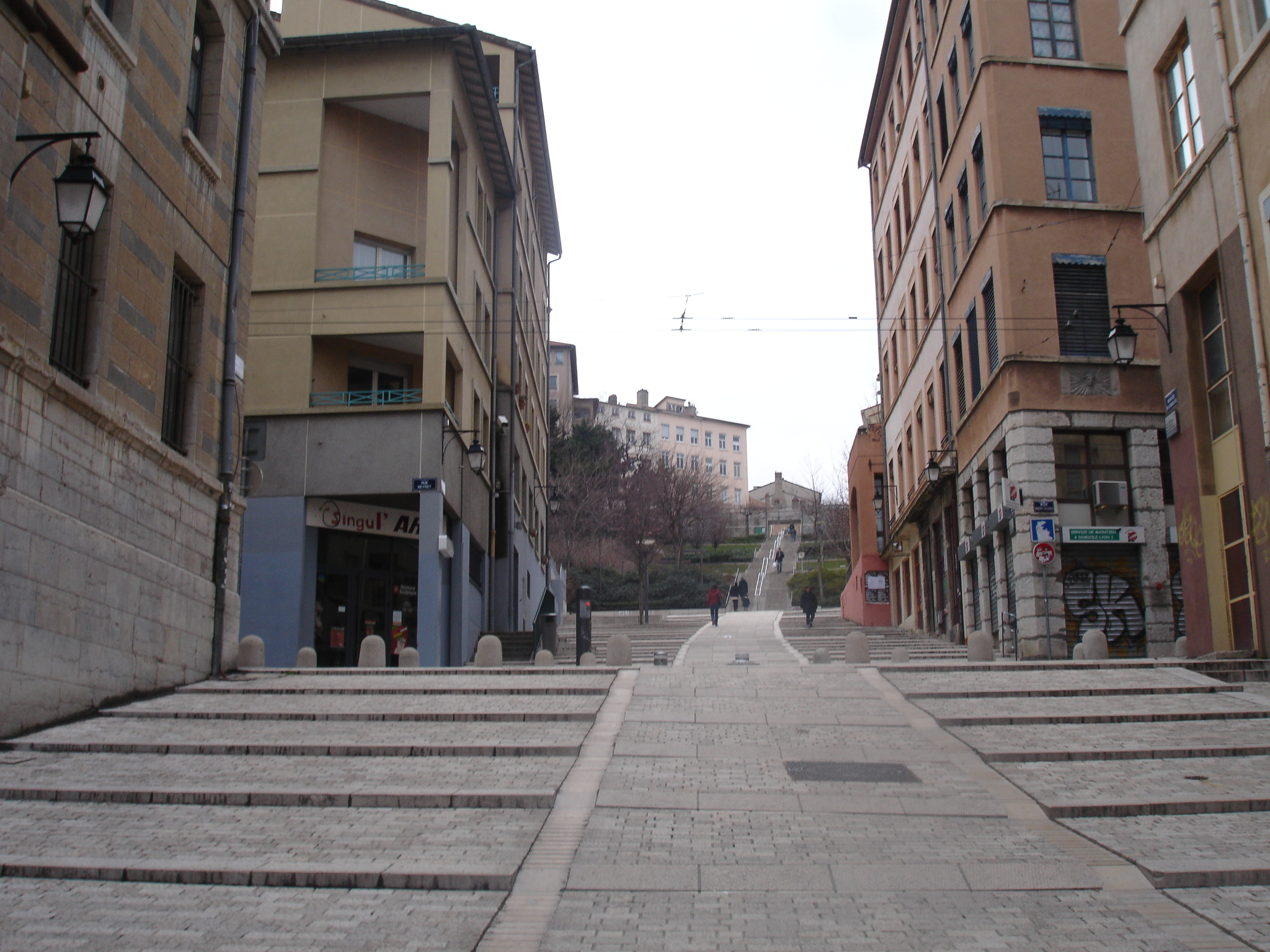

- 69号[7]